# Finhan
Finhan är en kommun i departementet Tarn-et-Garonne i regionen Occitanien i södra Frankrike. Kommunen ligger i kantonen Montech som tillhör arrondissementet Montauban. År 2022 hade Finhan 1 475 invånare.

## Befolkningsutveckling
Antalet invånare i kommunen Finhan
| Referens: INSEE |

## Monument

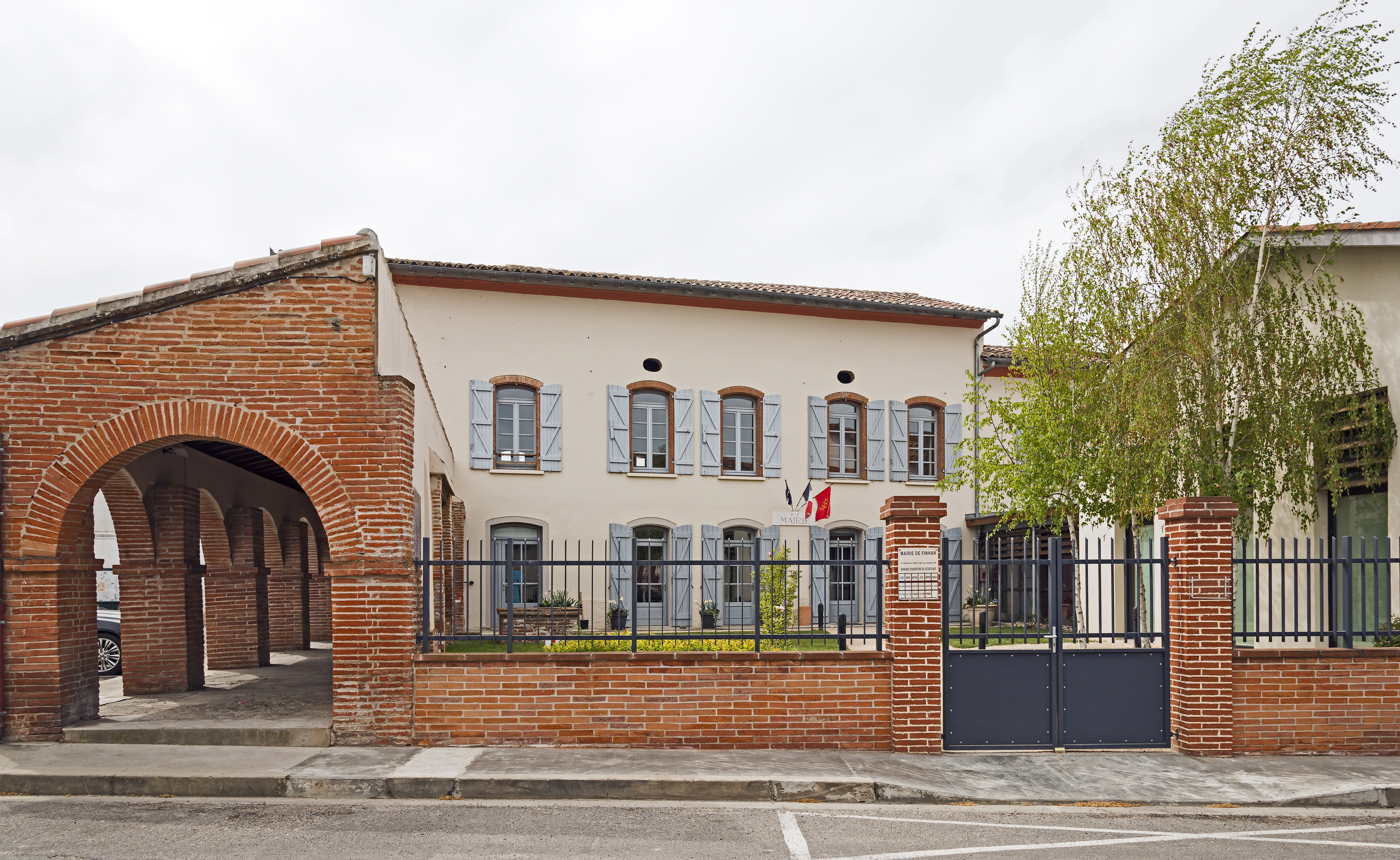
rådhuset
klockstapeln
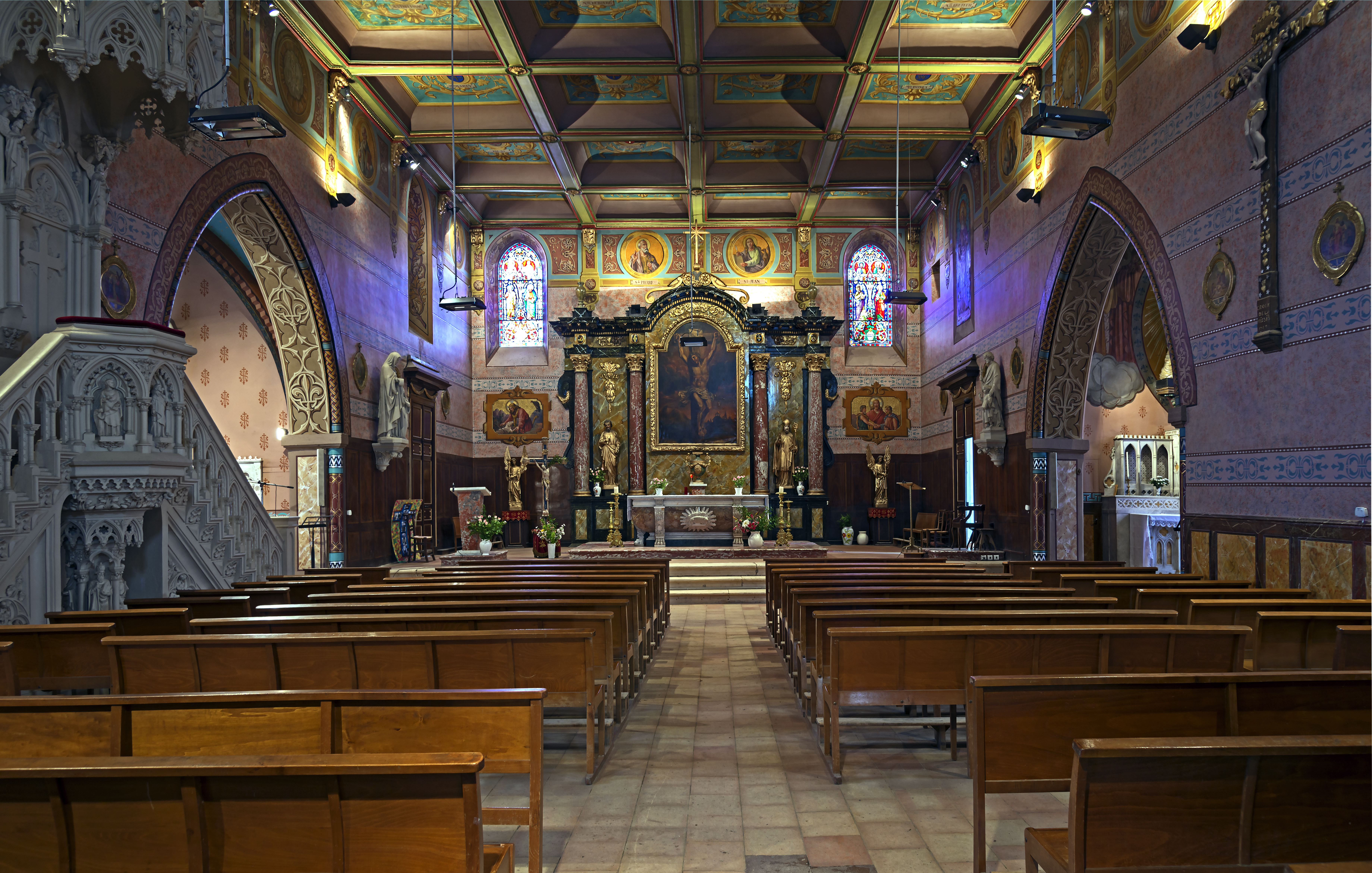
Inne i kyrkan
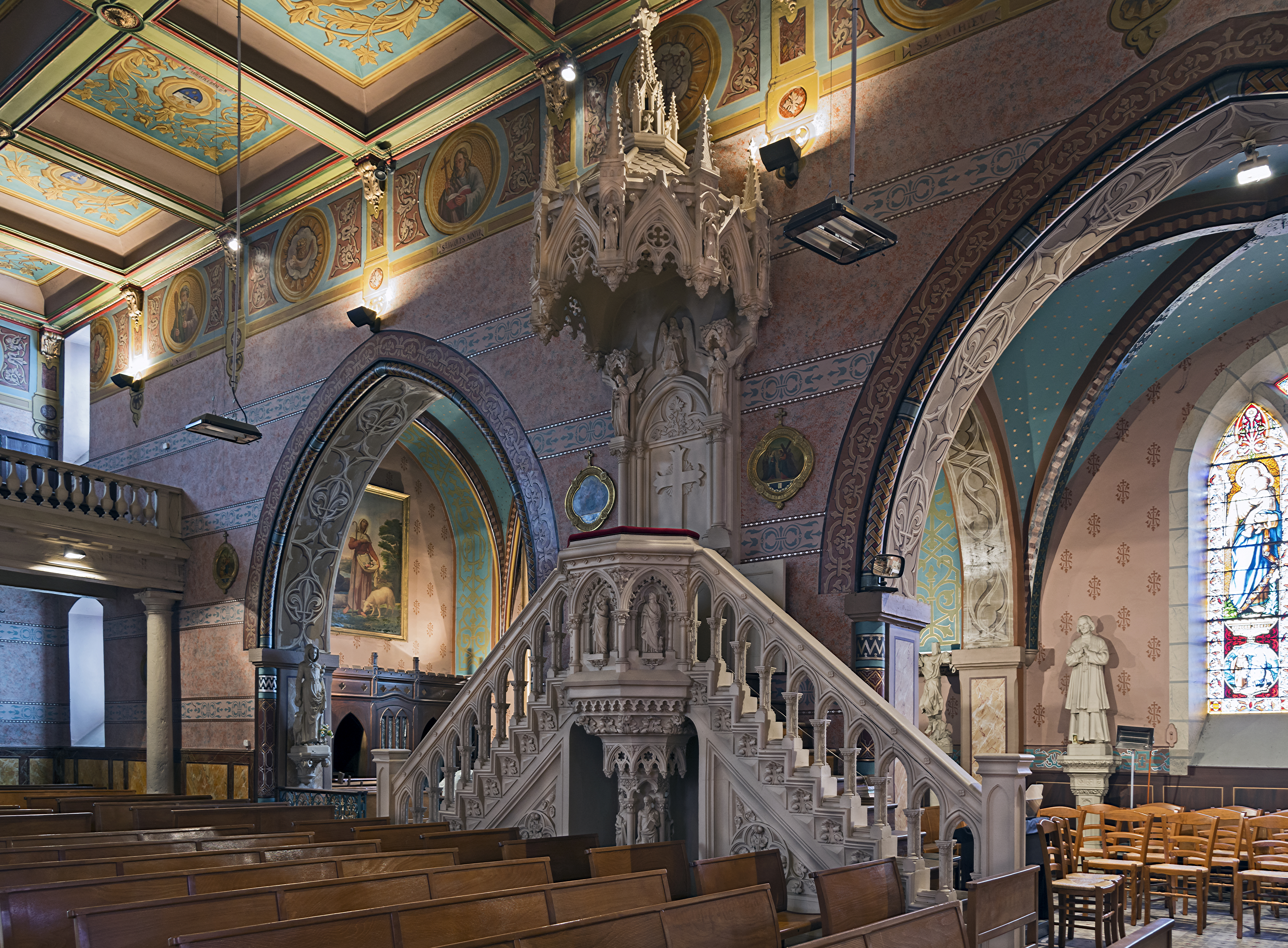
predikstolen
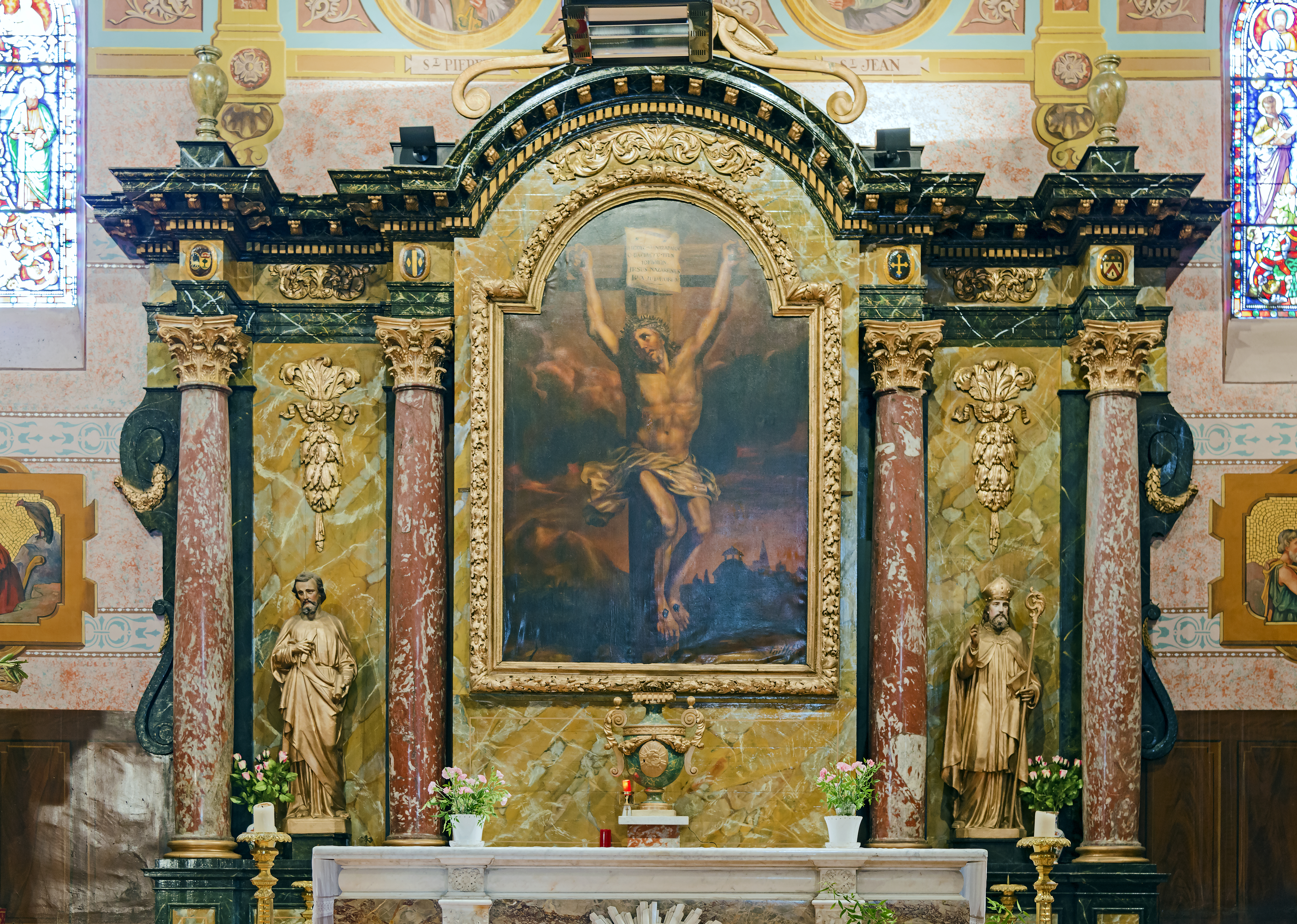
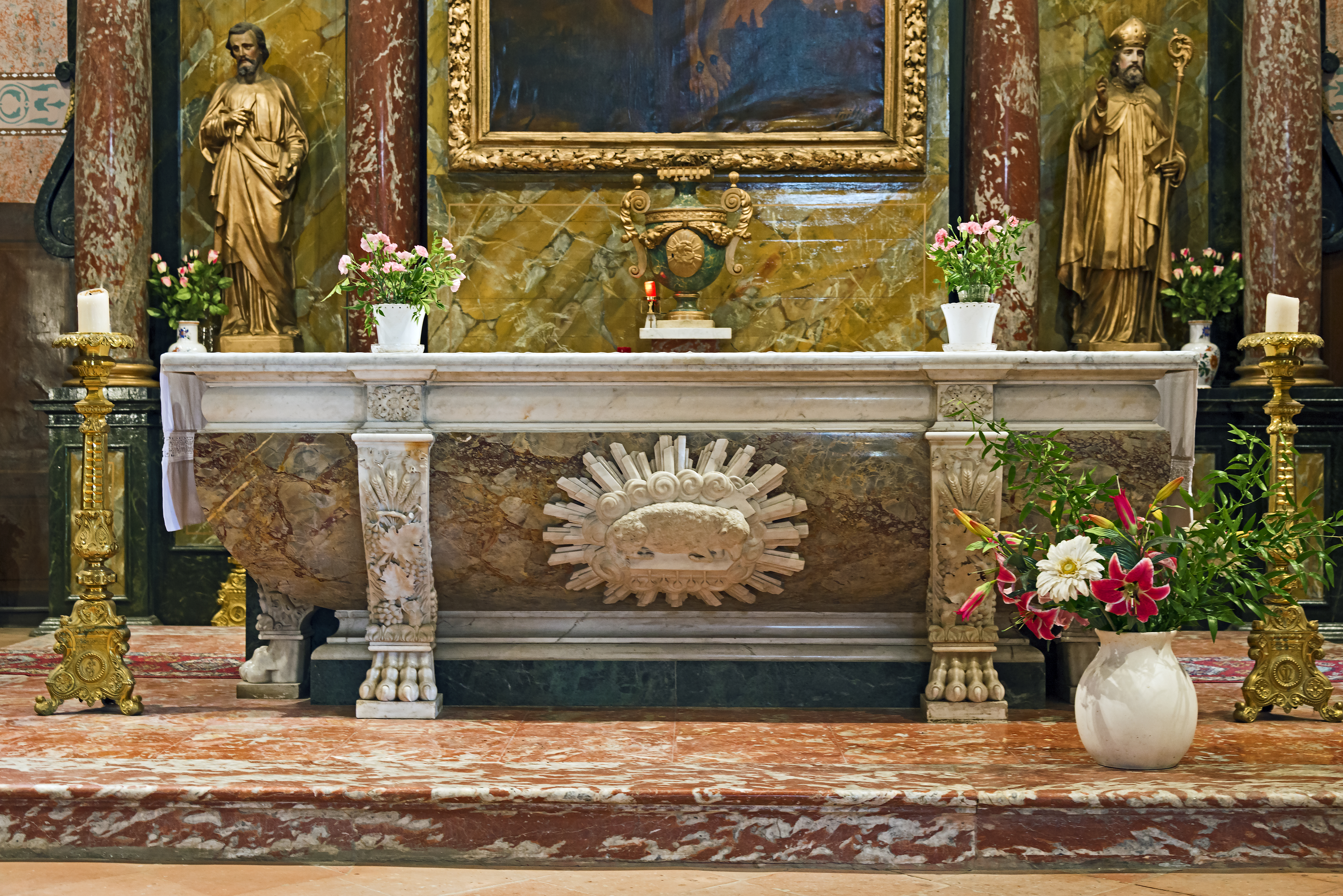
altare
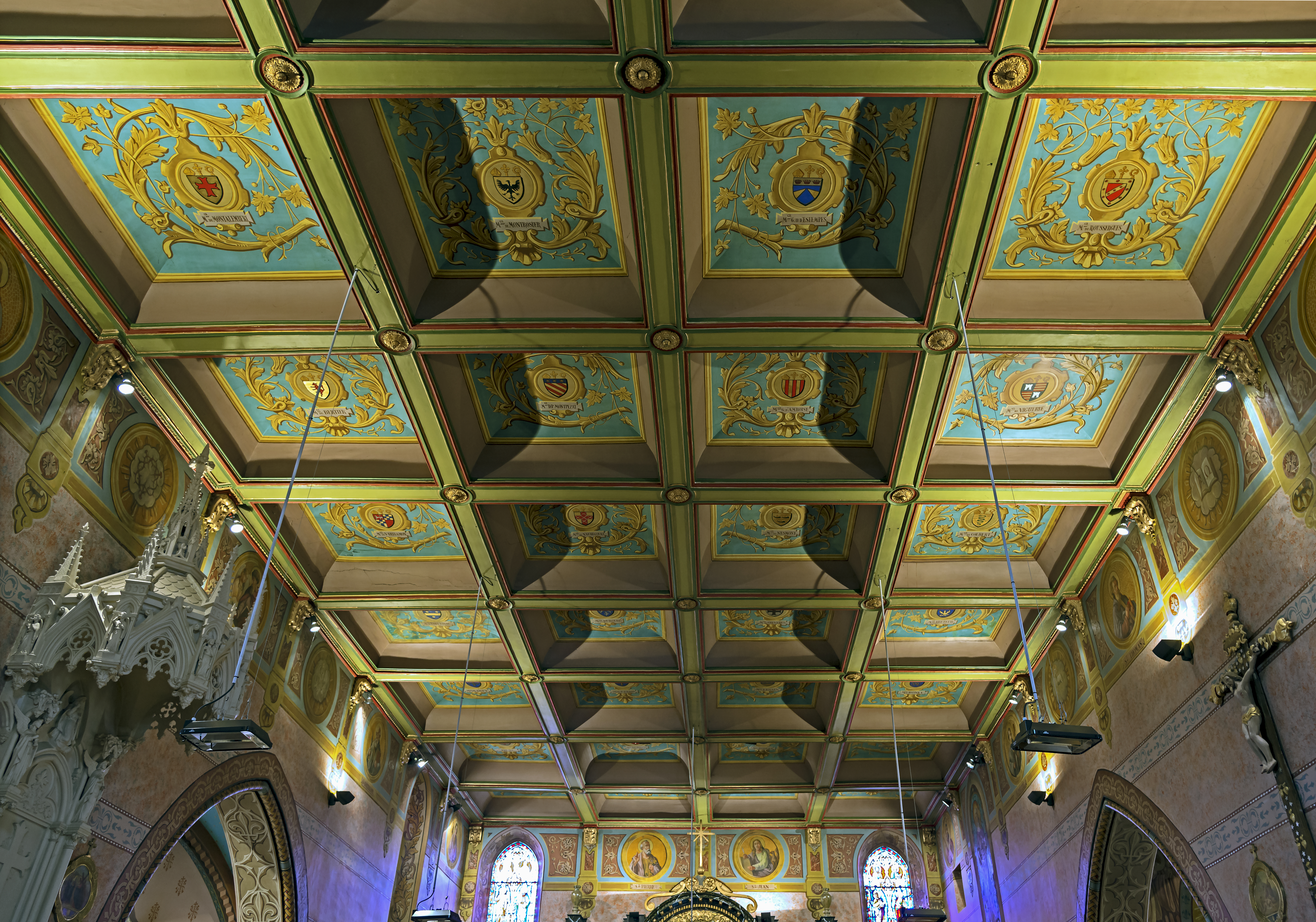
taket
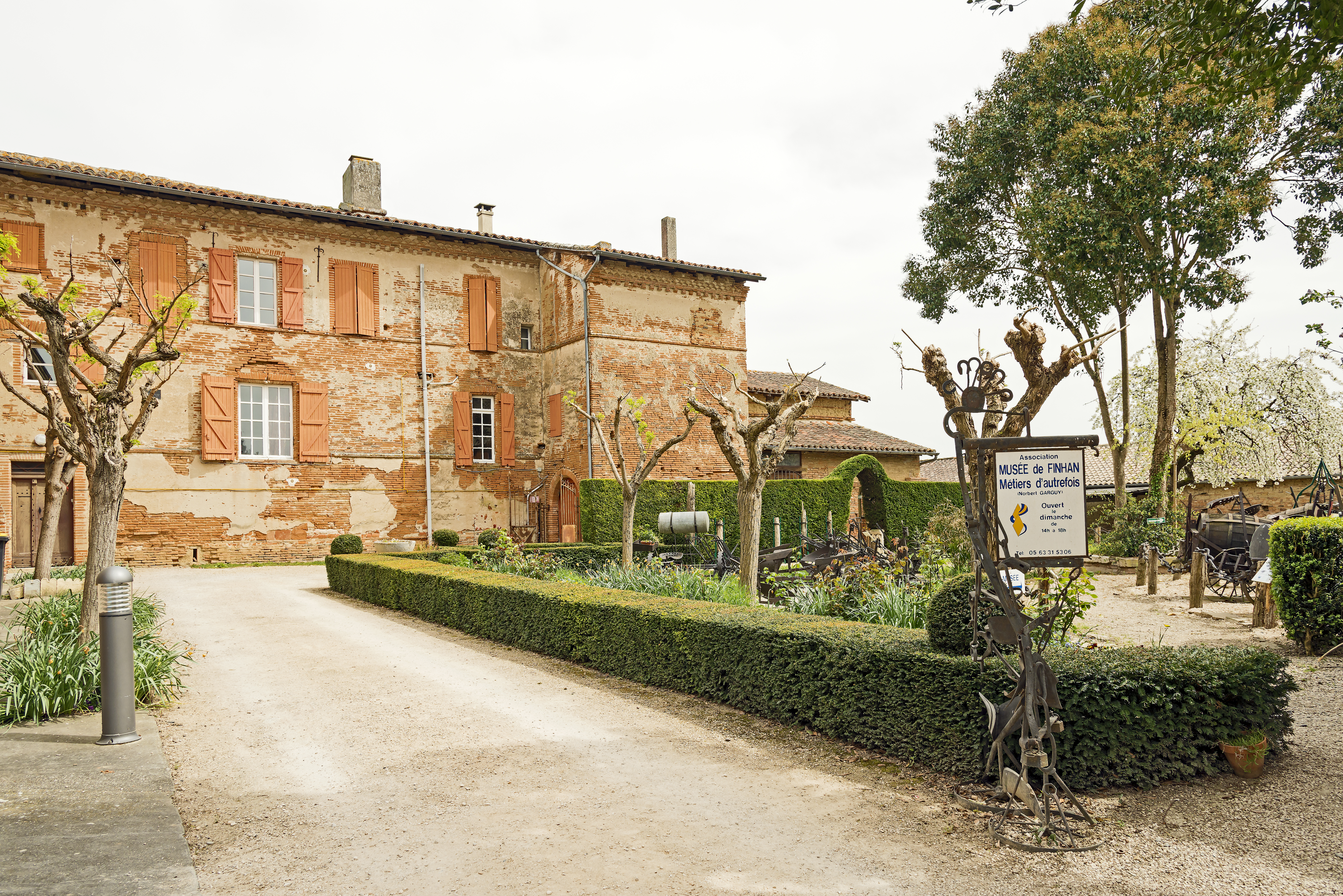
museet
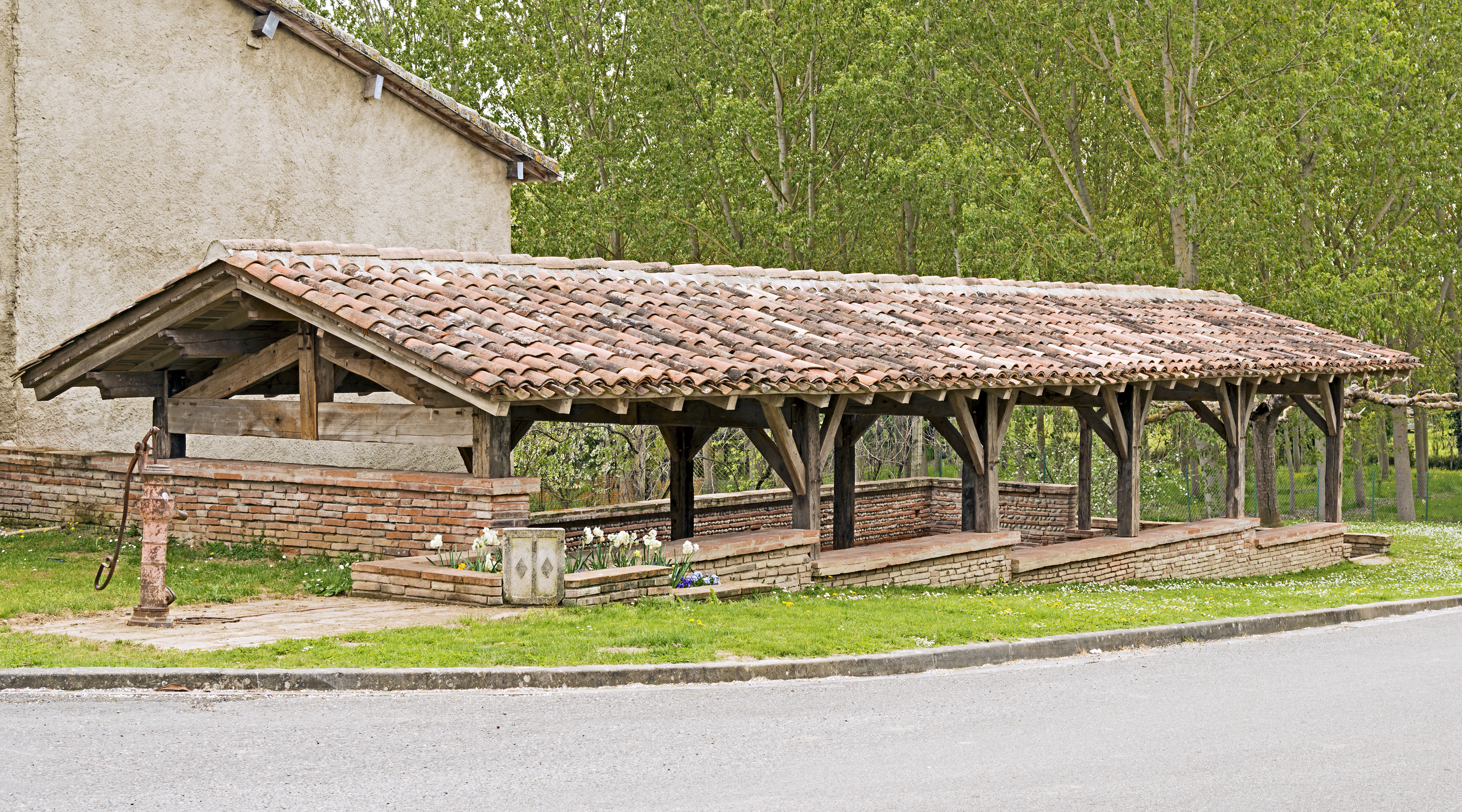
tvättstugan